# 克尼特尔费尔德附近法伊斯特里茨
克尼特爾費爾德附近法伊斯特里茨（德語：Feistritz bei Knittelfeld）是奥地利施泰尔马克州克尼特尔费尔德县的一个市镇。总面积9.93平方公里，总人口704人，人口密度70.9人/平方公里（2005年）。